# 萨尔特河畔弗雷奈 (旧市镇)
萨尔特河畔弗雷奈（法語：Fresnay-sur-Sarthe，法語發音：[fʁɛnɛ syʁ saʁt]）是法国萨尔特省的一个旧市镇，属于马梅尔斯区。2019年1月1日，萨尔特河畔弗雷奈与市镇库隆比耶和萨尔特河畔圣日耳曼合并为新的萨尔特河畔弗雷奈。

## 地理
萨尔特河畔弗雷奈（48°16'54"N, 0°1'16"E）面积2.1 平方千米，位于法国卢瓦尔河地区大区萨尔特省，该省份为法国西北部内陆省份，北起顺时针与奥恩省、厄尔-卢瓦省、卢瓦-谢尔省、安德尔-卢瓦尔省、曼恩-卢瓦尔省和马耶讷省接壤，是法国大西部的入口，连接卢瓦尔河谷、布列塔尼和巴黎盆地。
与萨尔特河畔弗雷奈接壤的市镇（或旧市镇、城区）包括：圣旺德曼布雷、阿塞勒布瓦讷、圣欧班德洛克奈。

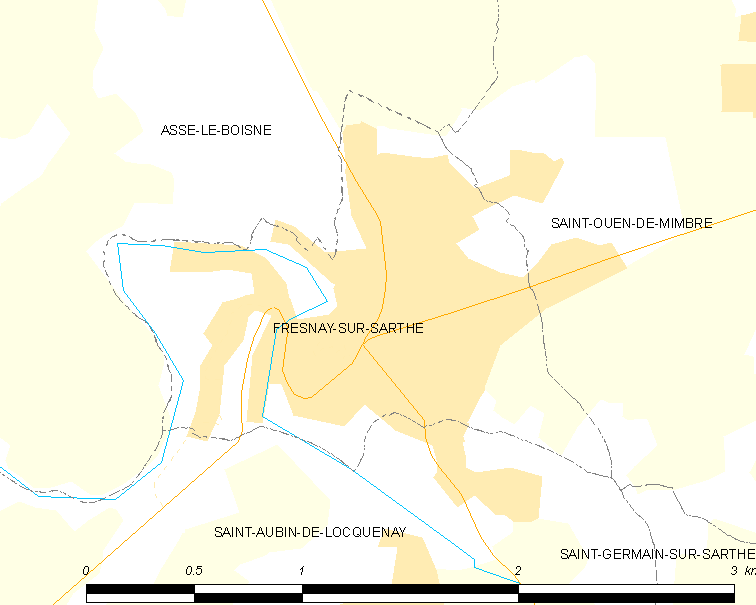
的OSM定位图

萨尔特河畔弗雷奈的时区为UTC+01:00、UTC+02:00（夏令时）。

## 行政
萨尔特河畔弗雷奈的邮政编码为72130，INSEE市镇编码为72138。

## 政治
萨尔特河畔弗雷奈所属的省级选区为锡耶勒纪尧姆县。

## 人口

1962-2008年间人口变化图示

萨尔特河畔弗雷奈于2018年1月1日时的人口数量为1903人。